# Сенцово (Липецкая область)
Сенцо́во — село в Липецком районе Липецкой области России. Центр Сенцовского сельсовета.
Расположено в 8,5 километра северо-западнее Липецка. Находится на реке Кузьминке; в селе на ней сделана запруда. Сенцово связано с соседней деревней Тынковка и железнодорожной станцией на линии Липецк — Елец Сенцово.
Селение Сенцово по документам известно с 1812 года (Ревизская сказка, 7-я ревизия). В 1834 году в нём построили Казанскую церковь (региональный ).
Название — по фамилии Сенцов (вероятно, он был землевладельцем).
Другая версия гласит, что в эти края ездили из села Вешеловки косить сено. Впоследствии из неё и перебрались первые жители и основали хутор Сенцов.
До революции 1917 года входила в Кузьминскую волость http://rodoslovlipetsk.ucoz.net/index/volosti_lipeckogo_uezda/0-7.

## Население
| 2010 | 2012  |
| ---- | ----- |
| 2198 | ↗2429 |

## Предприятия
24 мая 2004 года в Сенцово открылся крупнейший в России завод по производству карамели.
В селе расположен маслоперерабатывающий завод ООО «Либойл». Он был открыт 7 апреля 2008 года. Сегодня завод является крупнейшим предприятием по переработке семян рапса в Центральном федеральном округе и вторым по величине в России.